# St. Martin (Heimertingen)

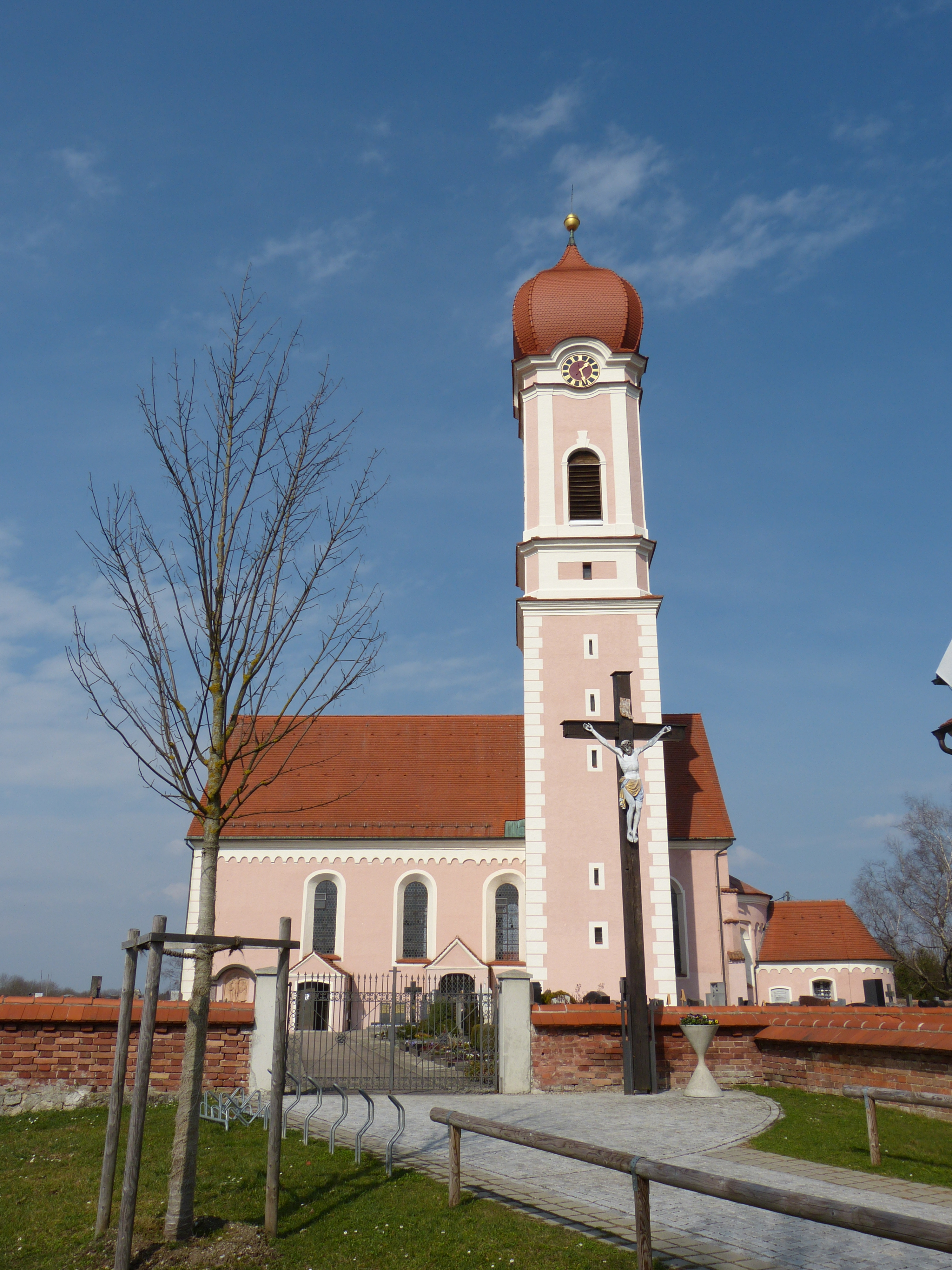
Kirche St. Martin in Heimertingen

St. Martin ist die katholische Pfarrkirche von Heimertingen im Dekanat Memmingen des Bistums Augsburg im Landkreis Unterallgäu.

## Lage

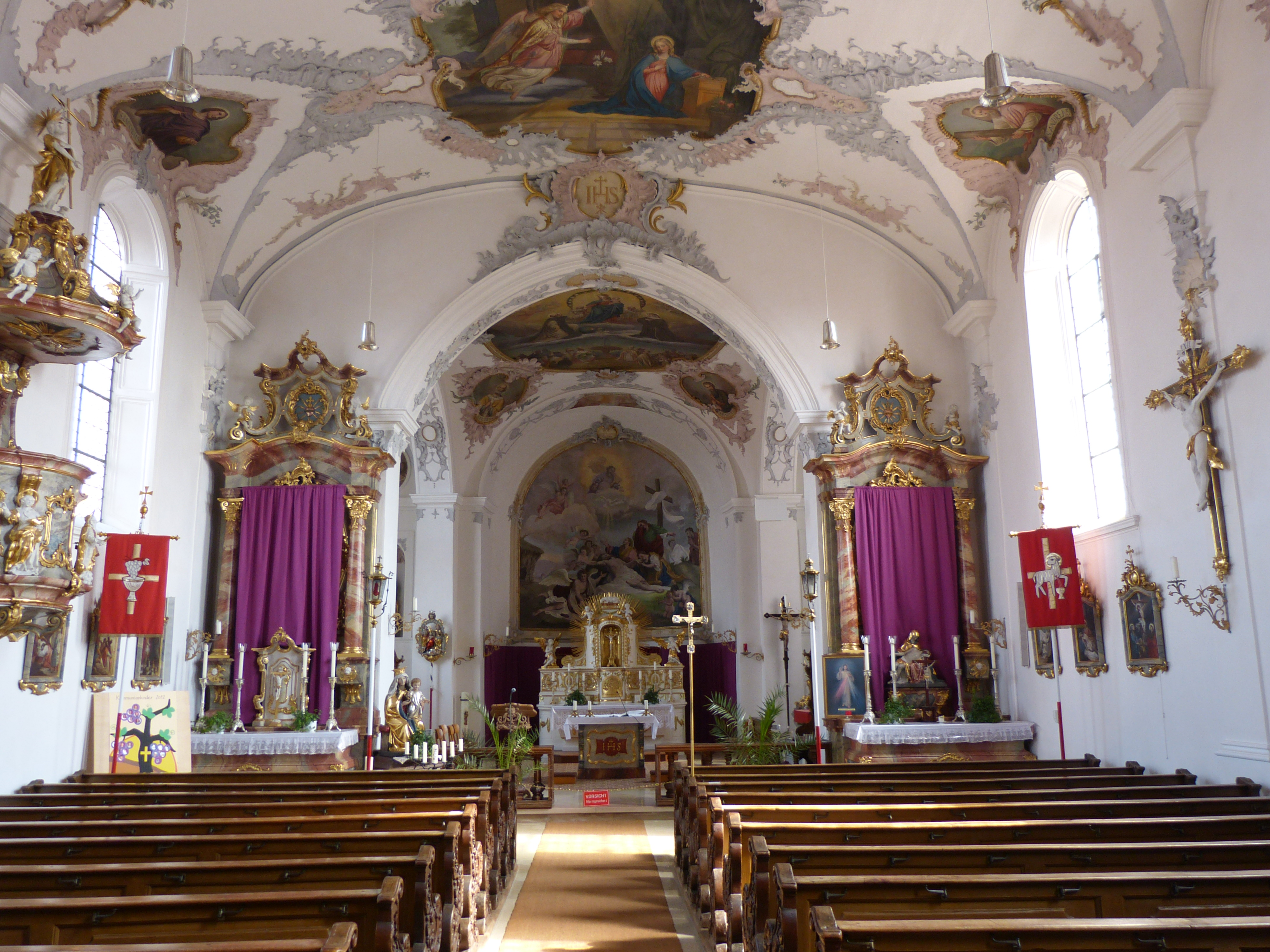
Innenansicht

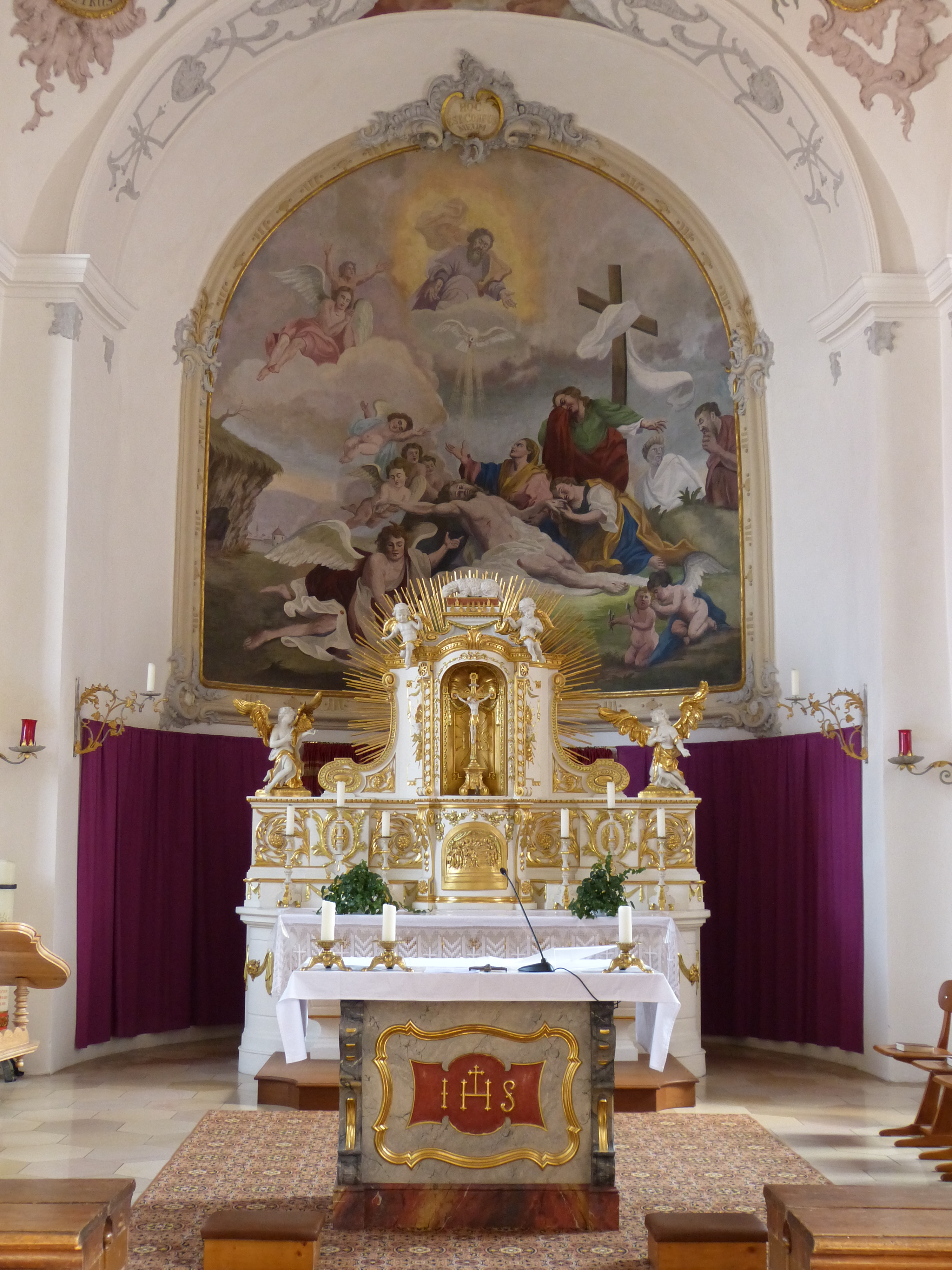
Hochaltar

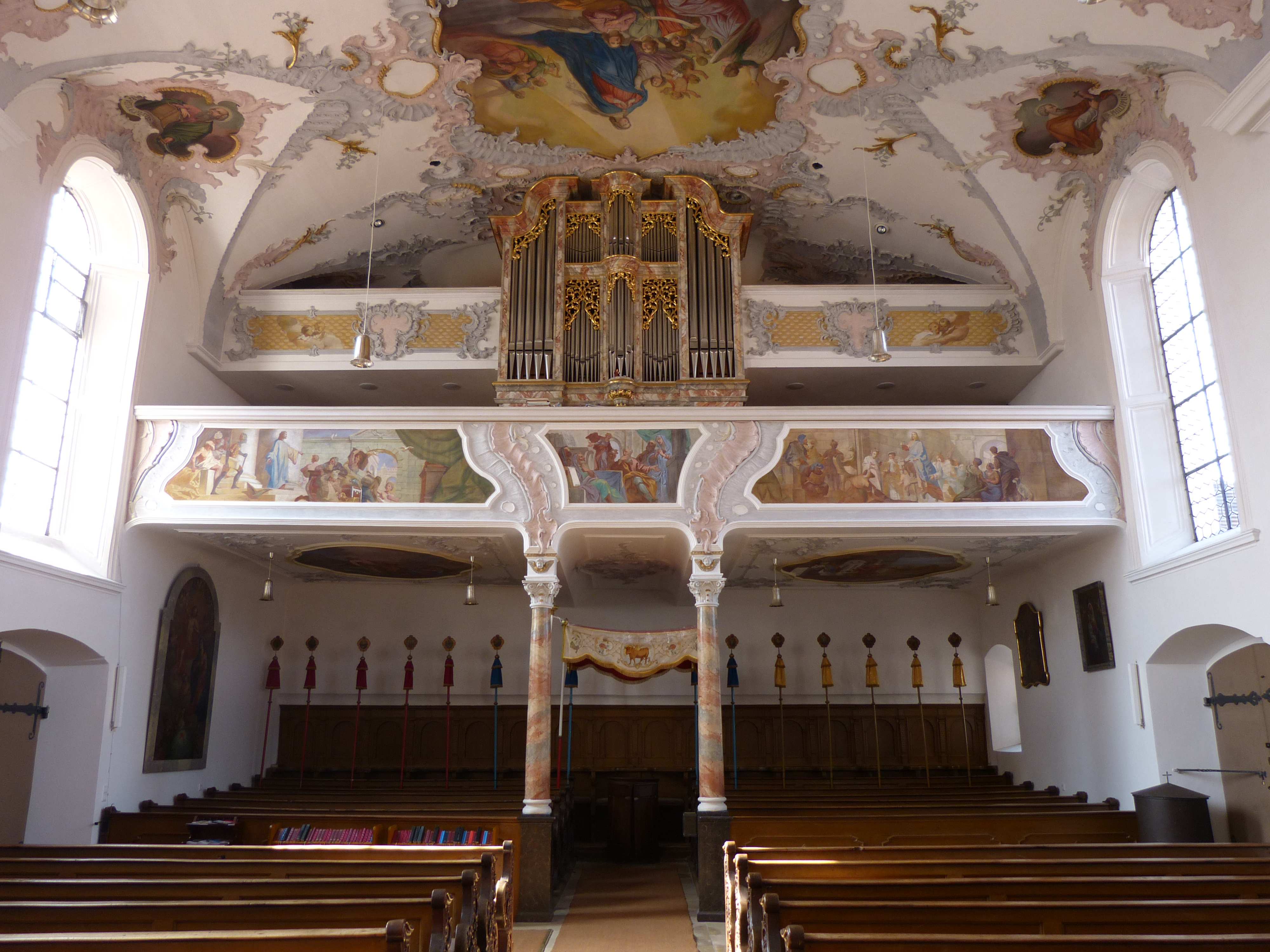
Blick zur Orgelempore mit Fresken

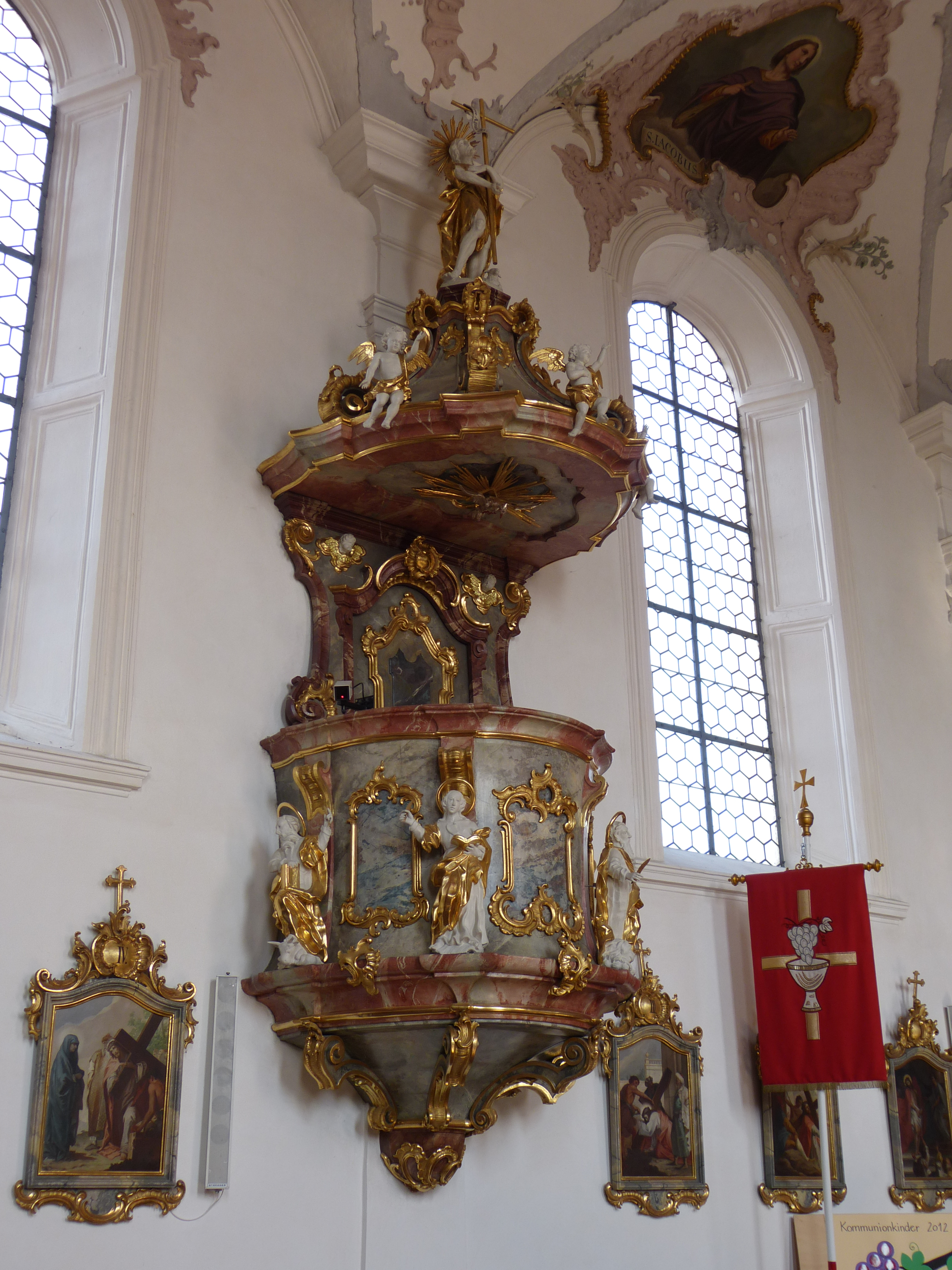
Kanzel

Die Kirche steht an einem Abhang des Unteren Illertales an der B 300, im Nordosten des Dorfes.

## Baugeschichte
Aus der Zeit des Fränkischen Reiches, das in das Heilige Römische Reich überging, existiert eine Tauschurkunde aus dem Jahre 853 n. Chr., in der eine Kirche auf der Gemarkung erwähnt wird. Es ist wahrscheinlich, dass es sich um die Kirche St. Martin oder einen Vorgängerbau handelte. Besitz des Dorfes, Blut- und niedere Gerichtsbarkeit lagen beim 1062 für reichsunmittelbar erklärten Fürststift Kempten. Späterer Erwerber von Eigentum und Rechten war die Familie Edlinstett aus Memmingen. Bis zum Reichsdeputationshauptschluss 1803  war das Dorf Amtssitz des Fürstentums Fugger-Babenhausen der Augsburger Fuggerlinie Fugger von der Lilie. Mit der Rheinbundakte 1806 kam der Ort zum Königreich Bayern.
Seit der Restaurierung 1753 ist die geostete Kirche in ihren Ausmaßen belegt. Der Innenraum besteht aus Chorraum und einschiffigem Langhaus, über dem sich eine Stichkappentonne erhebt. Der älteste nachgewiesene Teil der Kirche ist die romanische Apsis aus dem 11. Jahrhundert. Die Sakristei stammt aus der Barockzeit, ebenso der nördliche Kanzelgang. Weitere größere Renovierungen fanden in den 1860er und 1880er Jahren und 1904 statt. In den 1960er und 1970er Jahren wurde die Kirche erneuert.
Seit 2003 ist der Außenanstrich der Kirche rosa und weiß, was dem früheren Originalzustand entsprechen soll. Der Friedhof der kirchlichen und weltlichen Gemeinde umgibt die Kirche im südlichen Bereich. Das ehemalige Pfarrhaus schließt sich an die Kirchenanlage an. Rechts vom südlichen Haupteingang liegt ein Gemeinschaftsgrab der ehemaligen Geistlichen der Gemeinde. Dahinter befindet sich in einem kleinen Anbau eine Ölberggruppe.

## Baubeschreibung

### Langhaus
Das Langhaus ist aus rechteckigen Tuffsteinen gemauert. Es hat drei große Rundbogenfenster mit einer Sechseckverglasung.

### Turm
Der 46 Meter hohe Turm an der Südwand des Chorraumes ist weithin sichtbar. Seine dicken Mauern sind mit innen breiteren Schießscharten versehen. 1750 wurde der Turm, erkennbar an dem Oktogon, auf das heutige Ausmaß erhöht. Er hat vier Schallöffnungen. An der Traufe des Kirchturmes sind auf allen vier Seiten Zifferblätter der Kirchturmuhr eingelassen. Die Zwiebelhaube des Turmes ist mit Biberschwanzplatten gedeckt. Die Haube endet mit einer Goldkapsel, die Zeitdokumente enthält. Ein Doppelkreuz bildet den Abschluss der Turmspitze.

## Ausstattung

### Fresken
Die Fresken der Kirche stammen von dem gebürtigen Schwabmünchner Maler Ferdinand Wagner. Zentrales Fresko im Chorraum ist die Darstellung Marias als Rosenkranzkönigin. Unter ihr knien Dominikus und Katharina von Siena. Weiter unten, in der dritten Ebene, ist das geistliche und weltliche Volk versammelt. Vier Kartuschenbilder mit den Aposteln Petrus, Paulus, Matthäus und Simon umrahmen die Darstellung. An der Rückwand des Chorraumes war früher eine Abendmahlszene von Ferdinand Wagner. Seit 1965 hängt dort die Darstellung der biblischen Szene Beweinung und Grablegung Christi, eine Kopie aus Eldern. Im Chorraum befinden sich auf beiden Seiten die erst 1960 eingebauten Beichtstühle.

### Hochaltar
Der der Stilrichtung des Empire zuzuordnende Hochaltar wurde 1817 gefertigt. Er wird von zwei in Weiß gefassten goldenen Engeln flankiert.

### Seitenaltäre
Die beiden Seitenaltäre sind seit 1753 mit einem Rokokoaufbau versehen. Das rechte Altarbild zeigt den heiliggesprochenen Bischof Ulrich von Augsburg auf einem Schlachtross in einer Kampfszene der Schlacht auf dem Lechfeld gegen die Hunnen. Unterhalb des Bildes befindet sich ein Tabernakel. Das linke Seitenaltarbild zeigt den Heiligen Martin bei der Mantelteilung. Die drei Deckenfresken des Langhauses haben die Verkündigung Mariens, die Geburt Jesu und Maria Himmelfahrt zum Thema. Auf der Südseite der Kirche sind die Apostel Andreas, Thaddäus und Bartholomäus abgebildet, ihnen gegenüber Jakobus der Jüngere, Thomas und Philippus. Zwei weitere Wegbegleiter Jesu, Jakobus der Ältere und Johannes mit ihren Attributen, befinden sich oberhalb davon in den Chornischen.

### Taufstein
Der Taufstein wurde um 1589 geschaffen. Er trägt die Inschrift B+W wie der Taufstein der Frauenkirche in Memmingen. Am Becken ist ein Wappen der Familie Fugger angebracht. Der Taufstein hat einen später angefertigten marmorisierten Holzdeckel mit der Skulptur Johannes des Täufers aus der Mitte des 18. Jahrhunderts. Der Täufer hat ein Kreuz in der rechten Hand, in der linken eine silberne Muschel, aus der Taufwasser herausläuft.

### Kanzel
Den marmorierten Kanzelkorb aus Holz umgeben vier in Weiß gefasste Evangelisten: Lukas mit Stier zu Füssen, Johannes mit einem Buch, Markus mit einem Löwen und Matthäus mit dem Menschen als Attribut. Der Heilige Geist befindet sich in der Form einer Taube auf der Unterseite des Schalldeckels. Drei Putten sitzen auf dem Gesims des Schalldeckels. Darüber steht Johannes der Täufer mit dem Spruchband – Ecce Agnus Dei.

### Kirchengestühl
Das Kirchengestühl kann auf die Mitte des 18. Jahrhunderts datiert werden. Im Westend der Kirche befindet sich das Bruderschaftsgestühl der ehemaligen Rosenkranzbruderschaft, bestehend aus fünfzehn Sitzen mit davor aufgestellten Prozessionsstangen. Auf den Prozessionsstangen tragen Blechschilder Abbildungen der Geheimnisse des freudenreichen, schmerzhaften und glorreichen Rosenkranzes.

### Emporen
Zunächst gab es zwei Emporen. Ab 1818 ist eine dritte dokumentiert. Die Last der Emporen tragen jeweils zwei marmorierte Holzsäulen. Auf den Brüstungen sind drei Episoden aus dem Leben Jesu dargestellt: die Vertreibung der Händler, das Wiederfinden des Kindes im Tempel und der Einzug in Jerusalem auf einem Esel. Unter der Empore wird der Traghimmel für die Fronleichnamsprozession aufbewahrt. An der südlichen Wandseite unter der Empore hängt ein gerahmtes Altarbild aus dem Jahre 1700 mit dem Jüngsten Gericht.

## Orgel
Die Orgel wurde 1988 eingebaut und stammt von der Firma Riegner & Friedrich. Sie umfasst neunzehn Register auf Prinzipal 8’-Basis, die auf zwei Manuale verteilt sind.

## Glocken
1753 wurden vier Glocken im Turm aufgehängt, von denen drei im Original erhalten sind. Sie heißen Große Glocke, Zwölf-Uhr-Glocke, Elf-Uhr-Glocke und Taufglocke. Die ursprüngliche Elf-Uhr-Glocke musste im Zweiten Weltkrieg abgeliefert werden, ist seitdem verschollen und wurde nach dem Krieg ersetzt.